# مایعات برون‌سلولی
مایعات برون‌سلولی (به انگلیسی: Extracellular fluid) به مجموعهٔ تمام مایعات بیرون از سلول‌های بدن می‌گویند. مجموع این مایعات حدود ۲۰ درصد از وزن بدن را تشکیل می‌دهد. دو بخش عمدهٔ مایع برون‌سلولی عبارت‌اند از مایع میان‌بافتی که حدود سه چهارم مایع خارج سلولی را تشکیل می‌دهد و پلاسما که حدود یک چهارم مایع خارج سلولی را تشکیل می‌دهد. پلاسما همان قسمت غیر سلولی خون است که همواره از طریق منافذ غشای مویرگ‌ها با مایع میان‌بافتی در ارتباط است. نفوذپذیری این منافذ تقریباً نسبت به تمام مواد محلول در مایع خارج سلولی به جز پروتئین‌ها زیاد است؛ بنابراین مایعات خارج سلولی پیوسته در حال اختلاط هستند به طوری که ترکیب پلاسما و مایعات میان‌بافتی تقریباً یکسان است جز پروتئین‌ها که غلظت آن‌ها در پلاسما بیشتر است.